# Puente Barraca Peña
El puente Barraca Peña es un puente basculante para uso ferroviario que cruza el Riachuelo, límite natural entre la ciudad de Buenos Aires y Avellaneda, en la provincia de Buenos Aires, Argentina.
En este ramal del Ferrocarril General Roca, hacia el norte las vías conducen a Puerto Madero, mientras que al sur se une con la línea principal en la zona de la vieja estación Bullrich de cargas.
El puente tiene el mismo nombre que el de la antigua estación ferroviaria del Ferrocarril Buenos Aires al Puerto de la Ensenada que se encontraba junto a la misma. A su vez el nombre de la estación deriva de la barraca que había construido el empresario gallego Francisco de la Peña y Fernández en 1774.

## Historia
La compañía Ferrocarril del Sud compró en 1898 la empresa Ferrocarril Buenos Aires al Puerto de la Ensenada. Esta línea tenía su propio puente sobre el Riachuelo ubicado 100 m río arriba del Puente Pueyrredón, siguiendo su recorrido hacia el sur entre las avenidas Belgrano y Mitre hacia la estación Sarandí.
En 1909 el Ferrocarril del Sud completó el empalme de su vía principal con la del ex-FCBAPE. Debido al crecimiento de la población en Avellaneda y como las vías del FCBAPE pasaban por el centro de la ciudad, la empresa ferroviaria construyó y habilitó el puente Barraca Peña en 1913 más al Este, desarmando luego el viejo puente. En esa zona las vías del FCBAPE se encontraban junto al Riachuelo, en la Avenida Don Pedro de Mendoza, hecho que facilitó el emplazamiento del puente.
Debido al movimiento de barcos en el Riachuelo, el puente queda normalmente levantado y se baja para que puedan pasar los trenes de carga.

## Información técnica
Está constituido por una estructura metálica de acero dulce para una vía ferroviaria de trocha ancha.
La luz total entre estribos es de 88,20 m comprendiendo:
- Un tramo fijo de acceso norte, de 26,80 m de luz.
- Un tramo principal basculante tipo Scherzer, de 28,50 m de luz.
- Un tramo para carriles del sector de rodamiento, de 6,10 m
- Un tramo fijo de acceso sur, de 26,80 m de luz.

Los estribos y pilares son de mampostería de ladrillos fundados sobre cilindros de mampostería a cotas variables entre -24,50 m y -26,60 m con respecto al cero del Riachuelo, de 4 m de diámetro y 0,60 m de espesor, rellenado en su interior con hormigón.